# Georgi Iliev
Georgi Iliev Rusev (in bulgaro Георги Илиев Русев?; Varna, 5 settembre 1981) è un ex calciatore bulgaro, di ruolo centrocampista.
È il primatista di presenze nella massima serie bulgara.

## Carriera

### Club
In carriera ha vestito le maglie di Černo More Varna (in due riprese), di cui è stato capitano, Lokomotiv Plovdiv, CSKA Sofia, Shijiazhuang Yong. e Lokomotiv Plovdiv.

### Nazionale
Conta 12 presenze e un gol con la nazionale bulgara, in cui ha militato dal 2004 al 2006.

## Palmarès

### Club

#### Competizioni nazionali
- Campionato bulgaro: 2

Lokomotiv Plovdiv: 2003-2004
CSKA Sofia: 2007-2008
- Coppa di Bulgaria: 1

Lokomotiv Plovdiv: 2018-2019
- Supercoppa di Bulgaria: 2

Lokomotiv Plovdiv: 2004
CSKA Sofia: 2006